# 滴定管

一个容量滴定管。温度和等级在顶部被显示出。

滴定管（burette），是化学实验中的一种仪器，是容量分析的基本仪器之一。细长管状的一种精密玻璃量器。
滴定管属于量出式量器，在滴定操作中盛装滴定剂溶液，并放出一定量溶液至滴定终点。管上刻有精密的刻度，可以精确读出放出溶液的体积。
滴定管一般根据使用活塞与否而分为两类：具塞和无塞滴定管，又因它们所分别盛装液体的性质而叫做酸式和碱式滴定管，现在还有聚四氟乙烯活塞式的酸碱两用滴定管。
另有微量滴定管和自动滴定管。

## 历史
18世纪容量分析的方法兴起后，很快就产生了滴定管。1791年法国化学家德克劳西（Descroizilles F A H）发明了最原始的滴定管，其形状像一个标了刻度的圆筒。盖-吕萨克改进了滴定管，在管的下部加了一个支管。他于1824年提出了“burette”（滴定管）“pipette”（吸量管）等术语。
现代所使用滴定管的形状是19世纪确定的。1846年，法国人亨利（Henry E O）发明了铜制活塞玻璃滴定管，随后不久就出现了玻璃磨砂活塞的滴定管，即现代酸式/具塞滴定管的样子。1855年，卡尔·弗里德里希·莫尔（Mohr K F）发明了用剪式夹控制流速的滴定管，后演化为现代的碱式/无塞滴定管。

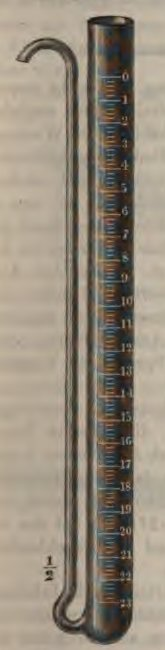
盖-吕萨克滴定管

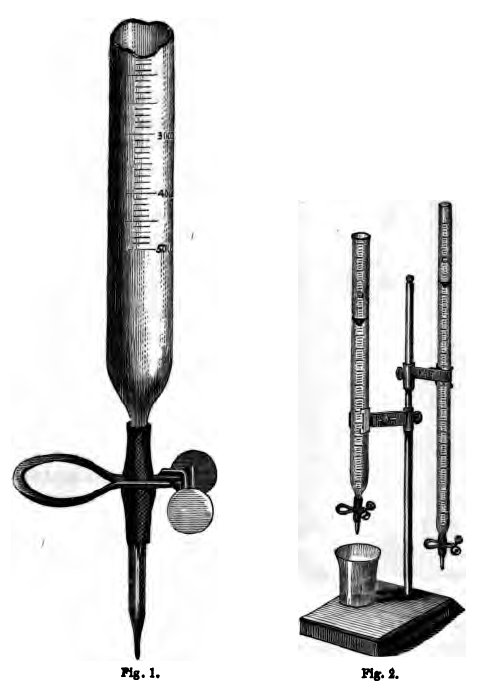
莫尔滴定管

## 构造

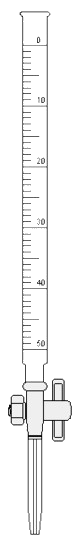

滴定管整体呈一个竖直的细长管状结构，管子直径约1厘米，长度随其容量而变化。常见的常量分析滴定管规格为50mL和25mL。在半微量和微量分析中也有10mL、5mL及以下规格的滴定管。10ml的即为半微量滴定管，5ml及以下者为微量滴定管。
滴定管一般以玻璃为材料，也可以以塑料（聚四氟乙烯）为材料。材质透明，有无色和琥珀色两种颜色，琥珀色滴定管用于易光解物质的滴定。
控制液体流速的装置在整个管的靠下部分。使用活塞控制流速的滴定管叫具塞滴定管；不使用者叫无塞滴定管，这种管改用一段橡胶管中的一个玻璃珠。由于玻璃活塞不能承受碱的腐蚀，因此使用玻璃活塞者不用来装碱性物质，又叫酸式滴定管；相应的，无塞滴定管又叫做碱式滴定管，这种管不用来装能腐蚀橡胶的强氧化性物质。使用聚四氟乙烯作为活塞材料的滴定管，酸性、碱性、强氧化性的物质都可以承受。另外，大多数具塞滴定管所用的活塞都不是标准件，不能与其它滴定管通用。
活塞或橡胶管之上的滴定管大部分长度是一段内径均匀并刻有均匀刻度的硬质透明管。液体从上口装入。筒壁自上而下印有刻度。最上面1道刻线是“0”刻线，但它不是管口。为了精确读数，常量滴定管的最小刻度值为0.1mL，通常估读1位到0.05mL。“0”刻线之上会注明此滴定管的品牌、规格、使用温度及量出式标记（Ex或TD）。
活塞或橡胶管之下，滴定管的最下端是一个尖嘴。因为尖嘴口径极小，滴出1滴的液体量也少，从而可以精细放液。常量滴定管的1滴体积约0.05mL。

## 使用

### 保养
为了防止滴定管刻度的准确性受到影响，要注意不要让滴定管靠近热源，因为玻璃或塑膠塑膠受热时会变形。要尽量在标注的使用温度下使用（一般是室温）。
不要用硬毛刷刷内壁，可能对内壁造成损伤，改变管内容积，影响准确性。
可以用铬酸洗液洗。但洗无塞滴定管时要注意先把玻璃珠调至橡胶管最上端或拔除橡胶管，以免强氧化性的洗液腐蚀橡胶。
具塞滴定管的活塞处需要涂凡士林以润滑。涂得过少，活塞转动不灵活；过多，可能又会导致活塞松动及漏液等问题。检查漏液的方法是，关闭活塞，将管内注满水，竖直静置一段时间，旋转活塞180度，再静置一段时间，观察是否漏液。

### 滴定操作
使用前，滴定管需要进行清洗。一般用蒸馏水（或去离子水）各洗2～3遍即可；若有油污，要首先用洗液或洗涤剂洗。由于滴定管是量具，有浓度要求，所以还要用待装溶液润洗2～3遍。出于节约，清洗、润洗都秉着少量多次的原则。
润洗之后要装上溶液并放液，赶走管下部的空气泡。具塞滴定管打开活塞放液即可。堿式滴定管要将尖嘴弯向上，在各个方向上挤压玻璃珠，让液体冲出尖嘴、赶走气泡。
當使用酸式滴定管時，左手握住滴定管，無名指和小指向手心彎曲，輕輕的貼在出口部分，用其餘三指控制旋塞的轉動，防止因向外用力導致推出旋塞造成漏水，特氟龍型滴定管与其类似。如圖所示。
当使用碱式滴定管时仍以左手握管，拇指在前，食指在后，其它三个手指辅助夹住出口管。用拇指和食指捏住玻璃珠所在部位,向右边挤橡胶管,使玻璃珠移至手心一侧,这样,溶液即可从玻璃珠旁边的空隙流出。注意不要用力捏玻璃珠,不要使玻璃珠上下移动。也不要捏玻璃珠下部橡胶管,以免空气进入而产生气泡。滴定时要边滴边摇瓶,使滴定剂与被滴物迅速反应。若在锥形瓶中进行滴定,用右手的拇指、食指和中指抓住锥形瓶颈部,其余两指辅助在下侧,使瓶底离滴定台高 2~3cm,滴定管的滴嘴伸入瓶内约1cm。左手控制滴定管滴加溶液,右手按顺(或反)时针方向摇动锥形瓶,在烧杯中滴定时,将烧杯放在滴定台上,调节滴定管的高度,使其下端伸入烧杯内约1cm。滴定管下端应在烧杯中心的左后方处（放在中央影响搅拌,离杯壁过近不利搅拌均匀)。左手滴加溶液,右手用玻璃棒搅拌溶液玻璃棒应圆周搅动,不要碰触烧杯壁和底部。当滴至接近终点需半滴半滴加入溶液时,可用玻璃棒下端承接悬挂的半滴溶液于烧杯中。但要注意,玻璃棒只能接触液滴,不能接触管尖。读数时，要平视读数，原则上读出液面最底部所对应的毫升数。俯视或仰视会引入视差。因为滴定前后需要各读一次数，故滴定前需要放液至有刻度的部分，通常放至“0”刻度或某个整数刻度。
此外,在滴定时还应注意以下几点:
- 最好每次滴定都从0.00mL 开始,或接近0的某一刻度开始,这样可以减少滴定误差。
- 滴定时要站立好或坐端正(有时为操作方便也可坐着滴定),眼睛注视溶液滴落点周围颜色的变化。不要去看滴定管内液面刻度变化,而不顾滴定反应的进行。
- 滴定过程中,左手不能离开旋塞,而任溶液自流。右手摇瓶时,应微动腕关节,使溶液向同一方向旋转,不能前后振动,以免溶液溅出。摇瓶速度以使溶液旋转出现一旋涡为宜。摇得太慢,会影响化学反应进行;摇得太快,易致溶液溅出或碰坏滴嘴。

放液的方法是，具塞滴定管打开活塞即可，无塞滴定管挤压玻璃珠以使玻璃珠与橡胶管之间产生缝隙。原则上，滴定管有刻度的那一面要对着操作者，活塞用左手控制，滴定剂要逐滴放出。但滴定时若知道终点的大概范围，可以快速放液至终点的95%左右。但考虑到快速放液可能造成液体挂壁导致读数不准，放液之后要稍等一会，让挂壁的液体流下来。
为了精确控制滴定剂的量，经常采用的一种办法是只滴出“半滴”。“半滴”，即是一滴溶液还未完全滴出时就关闭活塞，然后用下方的锥形瓶口将液体靠下去。若为用酸式滴定管滴定,可轻轻转动旋塞,使溶液悬挂在滴嘴上,形成半滴,用锥形瓶内壁将其沾落,再用洗瓶吹洗。对于碱式滴定管,加半滴溶液时,应先松开拇指与食指,将悬挂的半滴溶液沾在锥形瓶内壁上,再放开无名指和小指,这样可避免管尖出现气泡。加入半滴溶液时,也可使锥形瓶倾斜后再沾落液滴,这样液滴可落在锥形瓶的较下处，便于用锥形瓶内的溶液将其涮至瓶中。如此可避免吹洗次数太多,造成被滴定物过度稀释,常量滴定管“半滴”的量约0.02mL。

## 图片

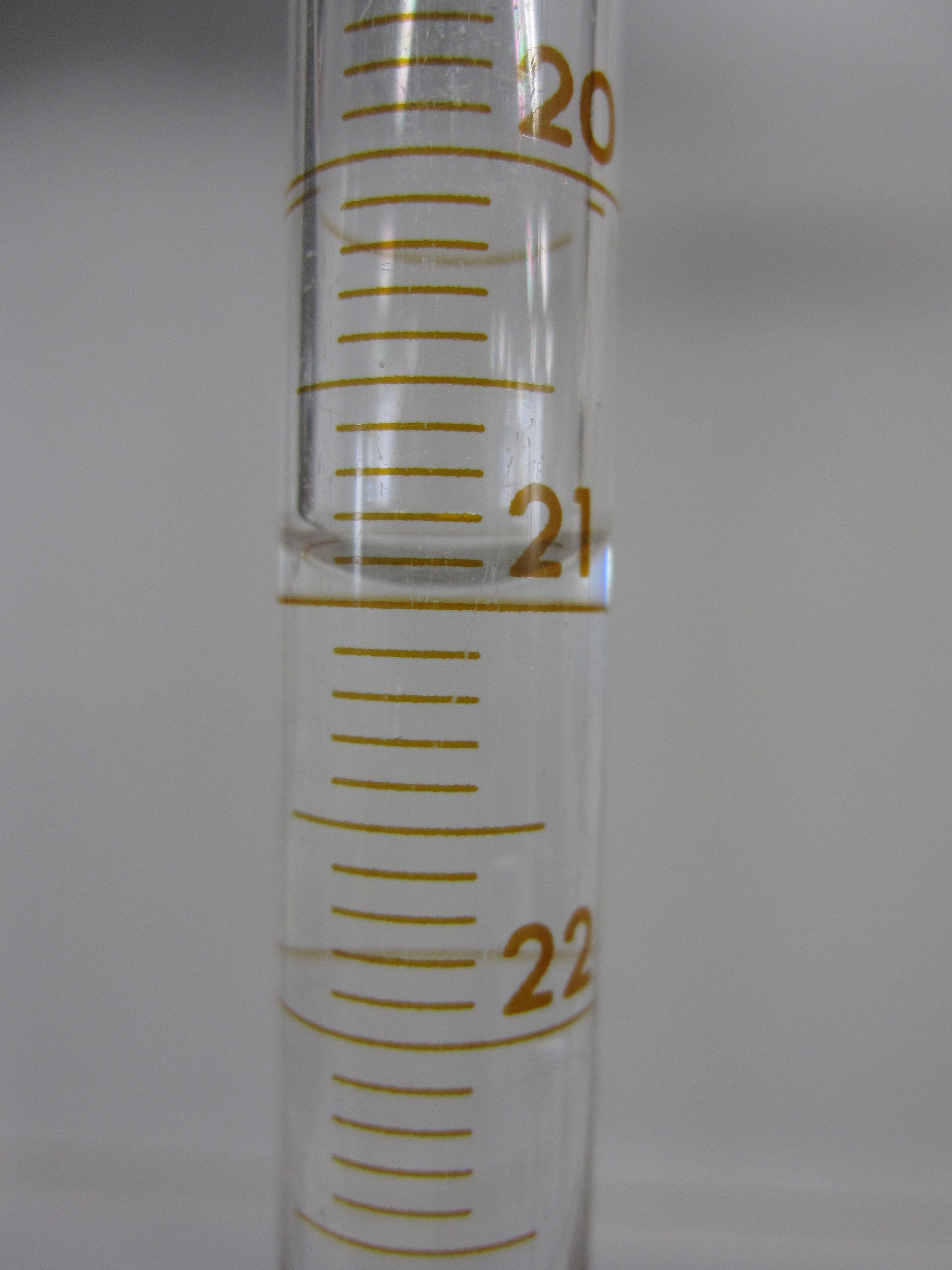
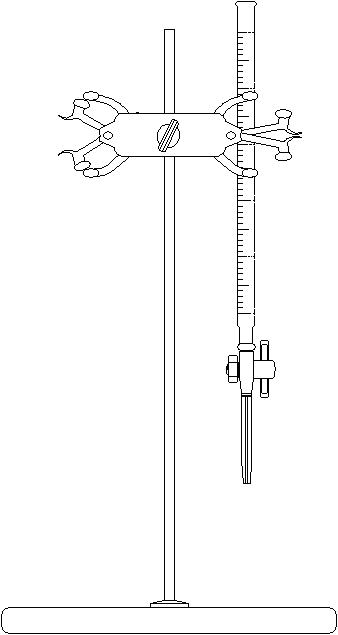

## 参看
- 分析化学
- 定量分析
- 滴定
- 实验室